# کیسوکه هوشینو
کیسوکه هوشینو (انگلیسی: Keisuke Hoshino؛ زادهٔ ۲۱ اوت ۱۹۸۵) بازیکن فوتبال اهل ژاپن است.